# Ulica Sztabowa we Wrocławiu

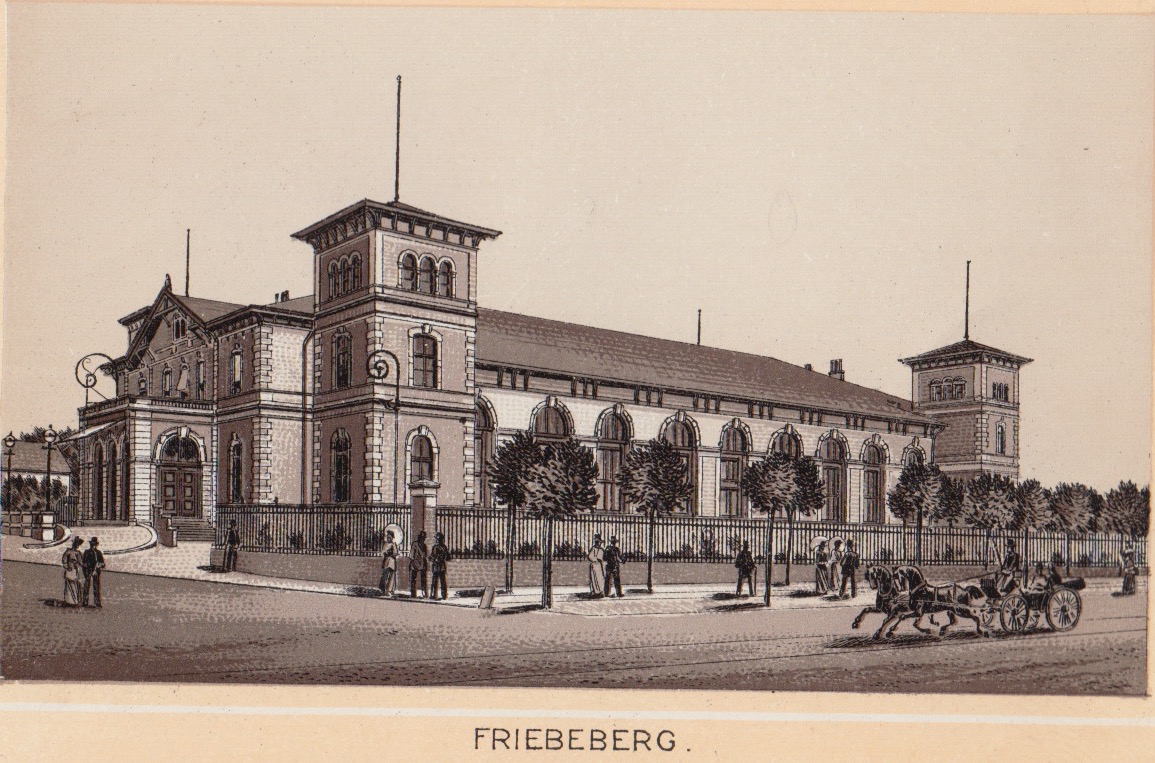
Friebeberg

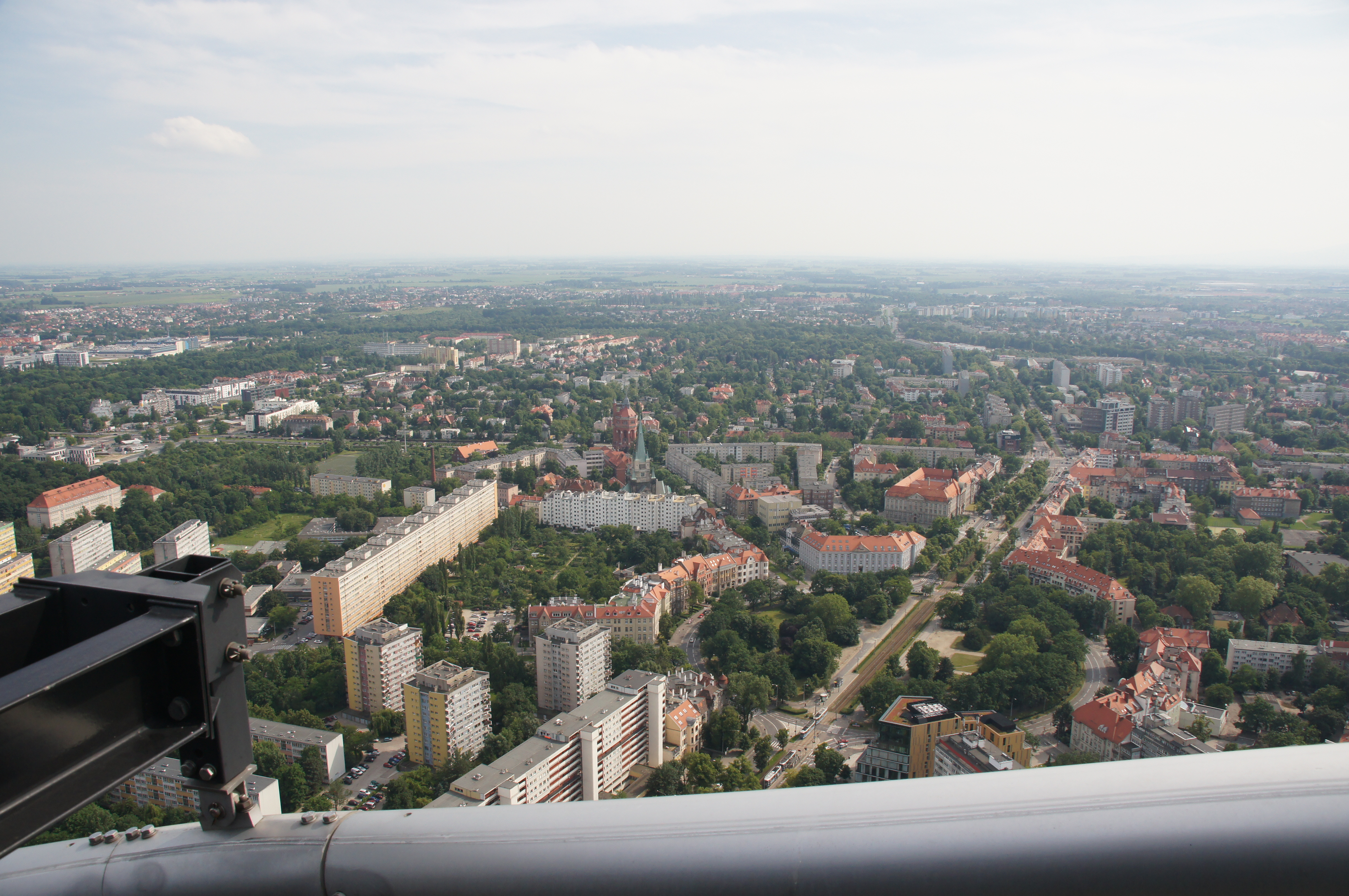
Osiedle Powstańców Śląskich, część południowa

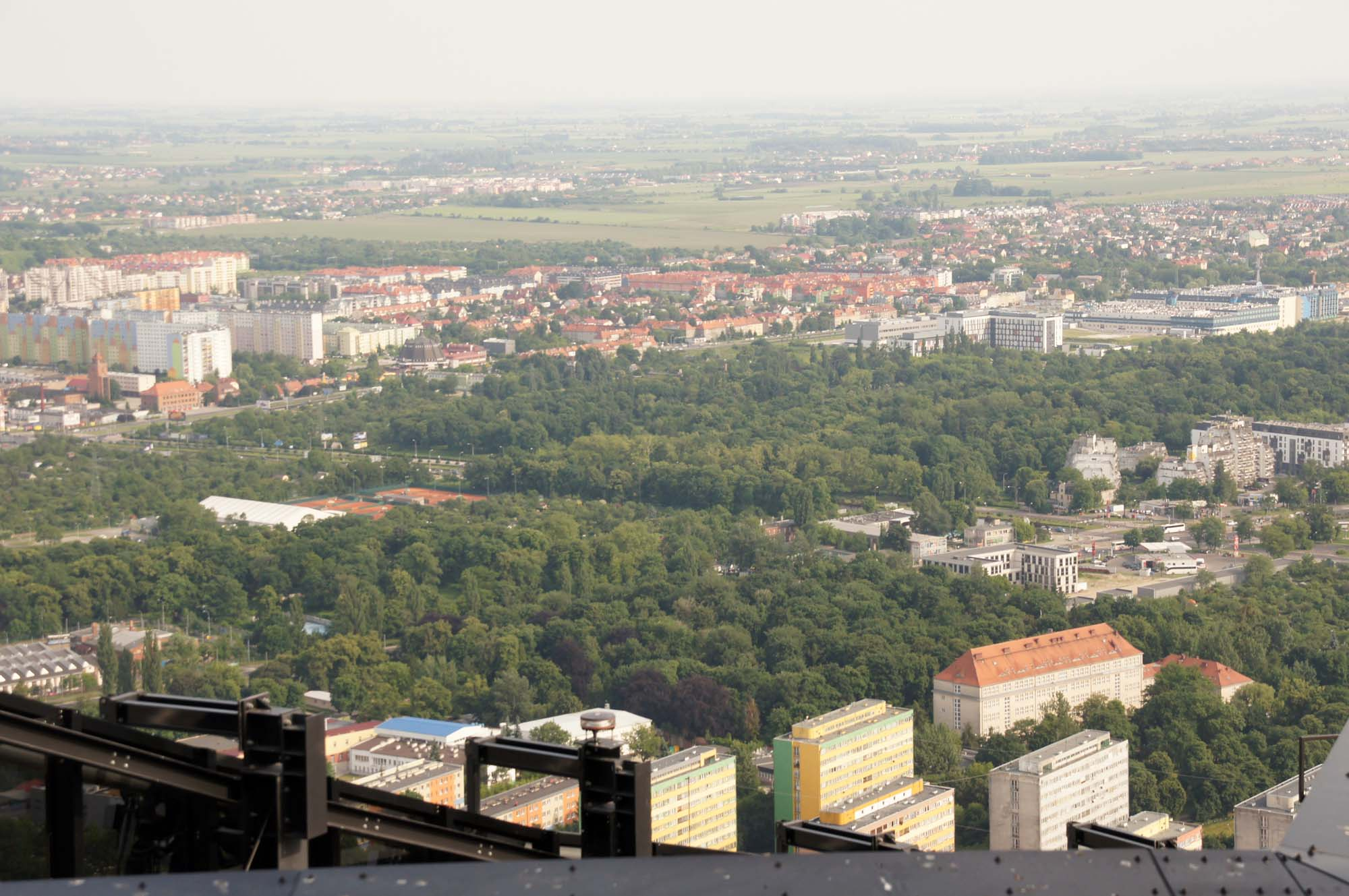
Prawy dolny narożnik: urząd skarbowy i cmentarz

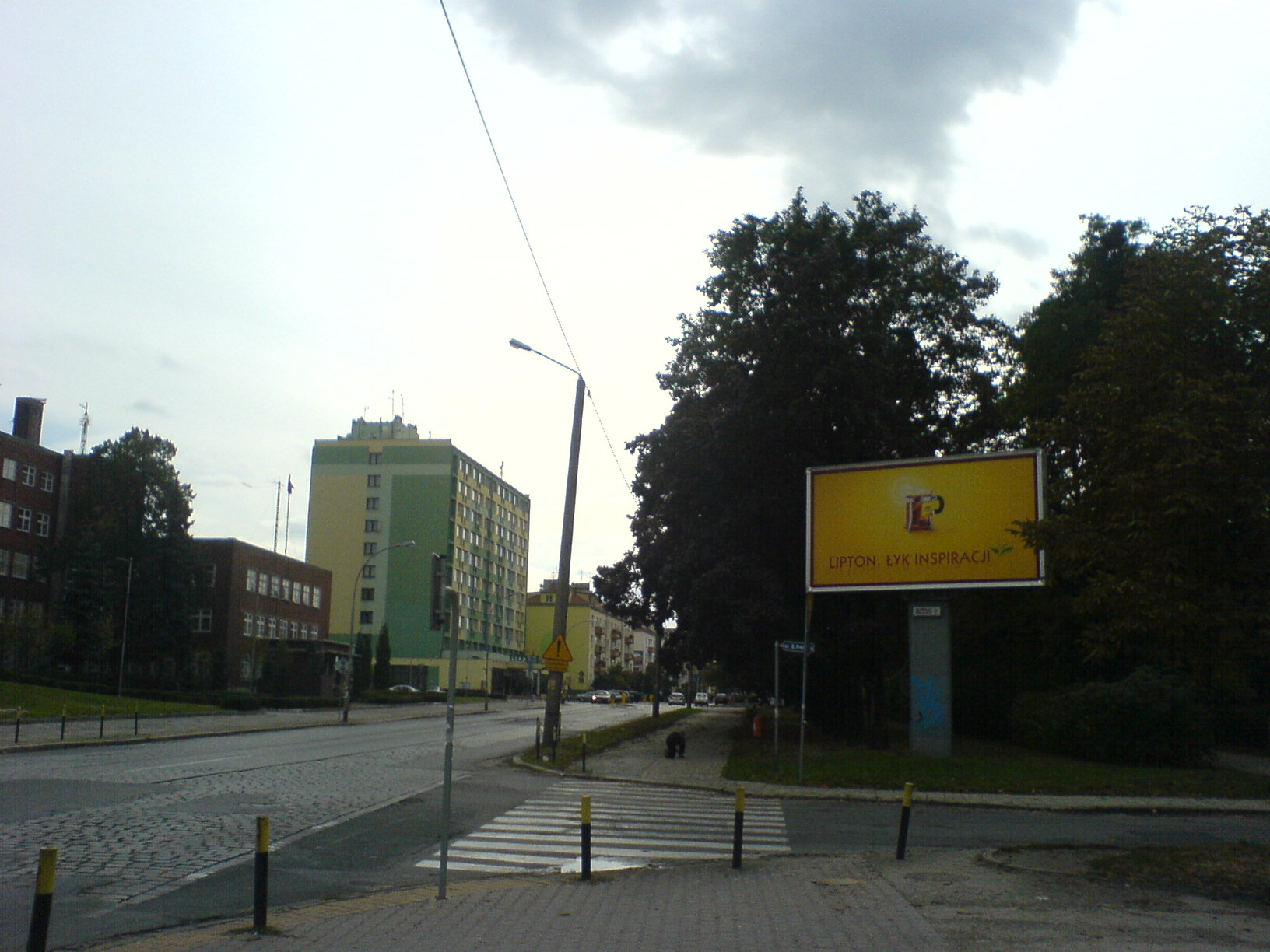
Po lewej SOW, dalej hotel Wieniawa, po prawej park

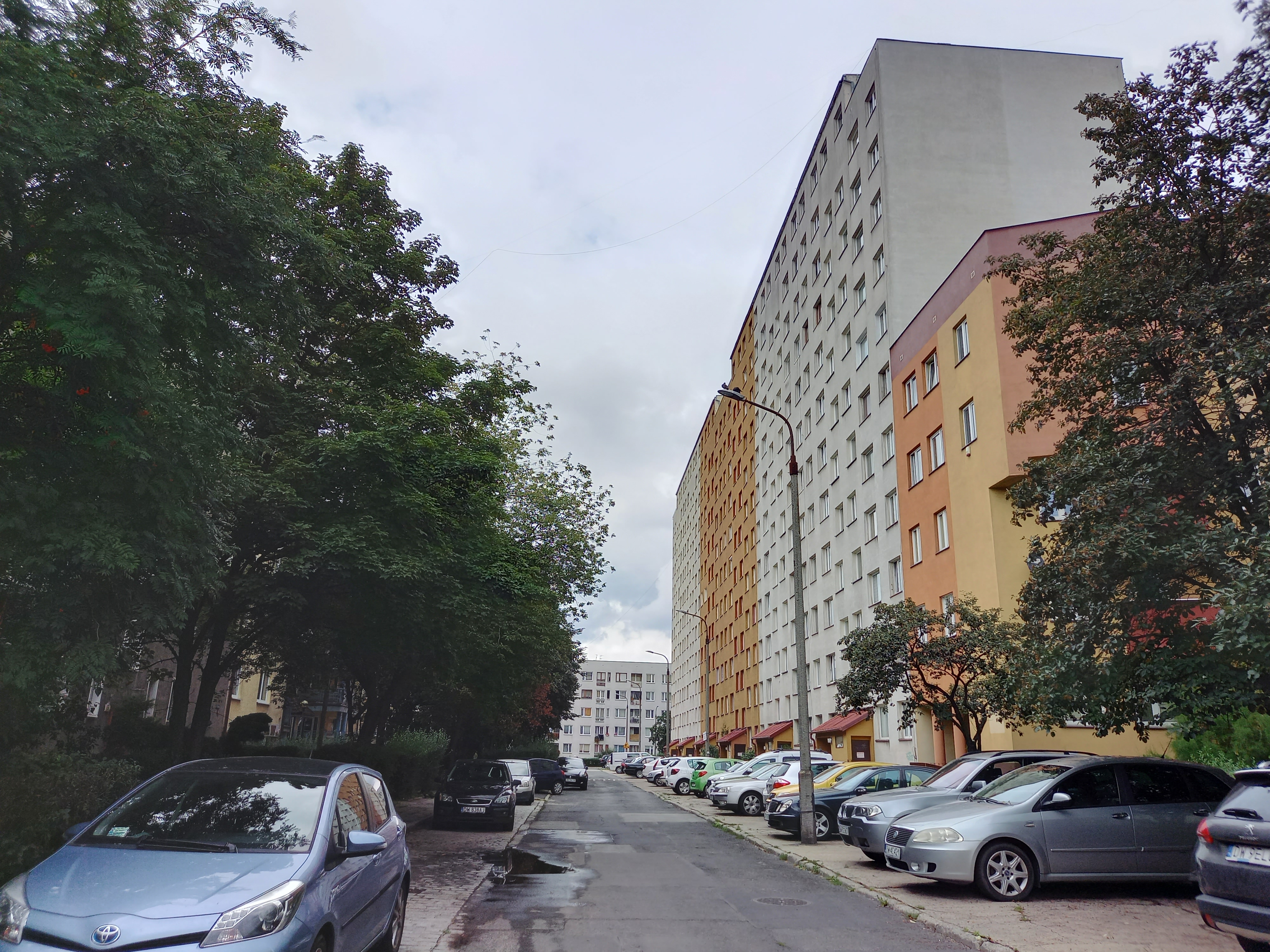
Ul. Buska 2-12, na końcu ul. Sztabowa

Ulica Sztabowa – ulica położona we Wrocławiu na osiedlu Gajowice, w dawnej dzielnicy Fabryczna oraz na samorządowym osiedlu Powstańców Śląskich, częściowo w obszarze osiedla Dworek, w dawnej dzielnicy Krzyki. Biegnie od ulicy Mieleckiej do ulicy Ślężnej. Przypisana jest do niej droga gminna o długości 1 808 m oraz działki o statusie drogi wewnętrznej i rezerwy komunikacyjnej. Przy ulicy położone są między innymi obiekty związane z koszarami i Generalną Komendanturą, a obecnie Inspektoratem Wsparcia Sił Zbrojnych, Budynek Dyrekcji Poczty, Kościół pw. św. Augustyna oraz Cmentarz Żydowski, a od 1991 r. Muzeum Sztuki Cmentarnej, wszystkie wpisane do rejestru zabytków oraz budynki i inne obiekty, zespoły i założenia przestrzenne wpisane do gminnej ewidencji zabytków. Ponadto ulica od swojego początku do numeru 97 przebiega przez obszar dzielnicy Południe również podlegający ochronie w ramach gminnej ewidencji zabytków szczególnie w zakresie historycznego układu urbanistycznego.

## Historia
Historia obszaru, przez który przebiega ulica Sztabowa, to historia Gajowic, Dworka i pozostałej części osiedla Powstańców Śląskich, dla których ważną datą jest rok 1868, kiedy to zostały one włączone w granice miasta. Początkowo istniały dwie główne drogi biegnące z Wrocławia na południe przez omawiany obszar. Był to trakt świdnicki oraz droga do wsi Gajowice.
W roku 1815 na terenie, który współcześnie otoczony jest ulicami: Bernarda Pretficza, Gajowicką, Sztabową i Wróblą, założono dla Gajowic cmentarz ewangelicki parafii św. Marii Magdaleny, później cmentarz komunalny. Już w 1937 przygotowano plan jego likwidacji i urządzenia na pozyskanym terenie parku. Nie został on jednak zrealizowany, a cmentarz istniał jeszcze po II wojnie światowej. Jego likwidację przeprowadzono w 1958 r., kiedy to przekształcono go w skwer. Swoją nazwę jako park im. gen. Mariana Langiewicza uzyskał w 2013 r. Z kolei już w 1822 r. na terenie mieszczącym się współcześnie pomiędzy ulicą Powstańców Śląskich, Sztabową i Bernarda Pretficza powstało założenie ogrodowe oraz établissement, będące w istocie prywatnym przedsiębiorstwem działającym w branży rozrywkowo-rekreacyjnej, nazwane od nazwiska właściciela – établissement Friebeberg (Górka Ferbiego), które było jednym z większych pośród takich obiektów w mieście. Współcześnie na części dawnego założenia przylegającej do ulicy Sztabowej urządzono Park Tadeusza Różewicza, który swoją nazwę własną otrzymał w 2021 r.
Ulica Powstańców Śląskich w formie zbliżonej do obecnej została wytyczona w 1864 r. na śladzie dawnego traktu świdnickiego. Ukształtowano ją jako reprezentacyjną aleję. Z kolei ulica Sudecka została ujęta w planie regulacyjnym z 1882 r. jako oś kompozycyjna przedmieścia południowego, a wytyczona została w 1896 r. Nadano jej formę bulwaru z dwiema jezdniami, pomiędzy którymi urządzono wewnętrzną aleję spacerową i zewnętrznymi szpalerami. Do roku 1914 została zabudowana kamienicami i budynkami użyteczności publicznej. W 1897 r. zakupiono teren pod szpital. Zespół jego zabudowy powstał pomiędzy ulicą Sztabową, ulicą Sudecką i aleją Wiśniową. Projektantem szpitala był R. Herold, a nadzór nad budową prowadzili bracia P. H. i R. Ehrichowie oraz H. Schmiden. Szpital otwarto w 1903 r. W 1909 r. u zbiegu ulicy Sztabowej i Sudeckiej przy terenie szpitala został zbudowany kościół projektu spółki architektonicznej Gaze&Böttcher, początkowo ewangelicki kościół św. Jana Chrzciciela, a po 1945 r. katolicki pod wezwaniem św. Augustyna. Po 1912 r. w rejonie wschodniego odcinka ulicy zakładano ogrody działkowe, częściowo zachowane do dziś, boisko, a w 1913 r. zbudowano budynek szkoły powszechnej (obecnie wykorzystywany dla potrzeb urzędu skarbowego).
Stary cmentarz żydowski istniejący przy wschodnim krańcu ulicy został założony w 1856 r. Oprócz walorów historycznych, które były przyczynkiem do wpisania obiektu do rejestru zabytków w 1975 r., teren współcześnie zachowuje duże walory przyrodnicze, między innymi dzięki zachowana dawnej kompozycji zieleni. Od 2000 r. urządzono na bazie tego cmentarza Muzeum Sztuki Cmentarnej, będące oddziałem Muzeum Miejskiego Wrocławia.
W 1928 r. na terenie pomiędzy ulicą Gajowicką, Sztabową i Bernarda Pretficza zbudowano według projektu z 1927 r. Otto Salvisberga kompleks budynków (budowa trwała 85 dni, a prowadzona była pod kierunkiem wrocławskich architektów: Paula i Fritza Röderów), w których mieściła się Generalna Komendantura, obejmująca dowództwo i sztab VIII Śląskiego Korpusu Reichswehry. Po 1935 r. był to siedziba Wehrmachtu w zespole koszar wojskowych  . Po II wojnie światowej w 1946 r. obiekty przejął Śląski Okręg Wojskowy . Działały tu między innymi takie instytucje wojskowe jak Sztab Śląskiego Okręgu Wojskowego, Inspektorat Wsparcia Sił Zbrojnych, sąd wojskowy. Nieco bardziej na wschód pomiędzy opisaną zabudową a ulicami: Sztabową, Łączności oraz Bernarda Pretficza już w latach 1929-1932 na podstawie projektu Rudolfa Fernholz zbudowano w tym zespole koszar kolejny zespół budynków dla Akademii Pedagogicznej i Komenda Garnizonu przy ulicy Bernarda Pretficza 24. Wokół modernistycznej zabudowy zrealizowano, częściowo zachowane, założenia zieleni. Po II wojnie światowej mieścił się tu klub oficerski, w tym kino "Oko", a współcześnie Klub Oficerski "Oko" Inspektoratu Wsparcia Sił Zbrojnych .
Ulica ta (Menzelstrasse) stanowiła jedną całość wraz z ulicą Wieczystą i ulicą Jacka Kuronia. Podział polegający na wyodrębnieniu nowej ulicy (Göringstrasse – dzisiejsze ulice: Wieczysta i Jacka Kuronia), oraz pozostawieniu dotychczasowej nazwy (Menzelstrasse) dla opisywanej tu ulicy nastąpił 8.08.1933 r. Poza opisaną wyżej zabudową lub innym zagospodarowaniem terenów leżących przy ulicy, w latach 30. XX wieku część pierzei ulicy była zabudowana kamienicami i innymi budynkami mieszkalnymi w powiązaniu z zabudową przecznic, np. w rejonie ulicy Mieleckiej (Grillparzerstrasse), Wróblej (Morgensernstrasse - projekt ogólny z 1931 r., projekty szczegółowe z 1932 r. i późniejsza realizacja), czy ulicy Drukarskiej (Guternbergstrasse), ale cześć pozostałych terenów pozostawała nadal jeszcze niezabudowana.
W wyniku działań wojennych prowadzonych w trakcie II wojny światowej podczas oblężenia Wrocławia z 1945 r. część zabudowy uległa zniszczeniu, a część pozostała zachowana lub nadawała się do remontu lub odbudowy . Po wojnie teren, przez który przebiega ulica a położony na wschód od Gajowic, przypisywano niekiedy do Borku, którego północną granicę stanowi jednak aleja Wiśniowa (Januszewic ).
Na wolnych terenach powstałych po usunięciu zniszczonych obiektów zaplanowano po wojnie budowę nowych osiedli mieszkaniowych, przy czym w rejonie ulicy Sztabowej są to budynki wkomponowane w istniejącą zabudowę przedwojenną. I tak nowa zabudowa przy zachodnim odcinku ulicy na osiedlu Gajowice powstała w ramach realizacji osiedla mieszkaniowego „Gajowice”, które budowane było w latach 1960–1970. Takie budynki to między innymi pięciokondygnacyjny budynek przy ulicy Sztabowej 2–18, czy jedenastokondygnacyjny blok przy ulicy Buskiej 2–12. Natomiast przy wschodnim odcinku ulicy powstała rozproszona zabudowa uzupełniająca istniejącą tkankę miejska w ramach osiedla mieszkaniowego „Południe” (także: Osiedle Powstańców Śląskich), przy czym w tej części realizowane było osiedle „Celina” z lat 1964–1974, w tym między innymi pięciokondygnacyjny budynek pod numerami 51–61 i plomba pod numerami 75–79, oraz za ulicą Powstańców Śląskich w ramach osiedla „Dorota” z lat 1963–1974, w tym jedenastokondygnacyjny budynek przy ulicy Drukarskiej 31–47 zwany „mrówkowcem” projektu z 1964 r. Leszka Zdeka, a także późniejsze realizacje jak typowe budynki pod numerami 88 i 90–96 z 1988 r. o pięciu i sześciu kondygnacjach nadziemnych.

## Nazwa
W swojej historii ulica nosiła następujące nazwy:
- Menzelstrasse, do 1945 r.[36][50]
- bez nazwy, do 24.03.1948 r.[41] [51]
- Sztabowa, od 24.03.1948 r.[9][36][52]

Niemiecka nazwa ulicy Menzelstrasse upamiętniała Adolfa von Menzel (urodzonego 8.12.1815 r. we Wrocławiu / w Velkruby – obecnie Václavov u Bruntálu, zmarłego 9.02.1905 r. w Berlinie). Był słynnym niemieckim malarzem historycznym, a także grafikiem i rysownikiem. Współczesna nazwa ulicy – ulica Sztabowa – została nadana uchwałą Miejskiej Rady Narodowej z dnia 24.03.1948 r. nr 1065.

## Droga
Ulica Sztabowa jest drogą publiczną, której nadano kategorię drogową – droga gminna, oraz klasę dojazdową. Droga ta ma przypisany numer 105690D (numer ewidencyjny drogi G1056900264011). Łączy ulicę Mielecką z ulicą Ślężną. Jej długość wynosi 1 808 m. Jest drogą jednojezdniową, z dwukierunkowym ruchem z wyjątkiem końcowego odcinka, tj. od numeru 100 (sięgacza do Urzędu Skarbowego) do ulicy Ślężnej, na którym obowiązuje ruch jednokierunkowy (w kierunku wschodnim do ulicy Ślężnej). Nawierzchnia ulicy na znacznej długości jest brukowana z granitowej kostki kamiennej, tj. na odcinku od ulicy Wróblej do ulicy Drukarskiej. Natomiast na odcinku od ulicy Mieleckiej do ulicy Wróblej oraz od ulicy Drukarskiej do numeru 101 (boisko) nawierzchnię wykonano z masy bitumicznej, zaś końcowy odcinek od tego numeru do ulicy Ślężnej wykonano z kostki kamiennej. Teren, przez który przebiega, leży na wysokości bezwzględnej od około 123,6 do 126,2 m n.p.m. W początkowym biegu ulicy przebiega ona pod dwoma budynkami. W przypadku pierwszego z nich przy ulicy Mieleckiej 20 bieg ulicy wyznaczony jest przez działkę gminną nie będącą drogą publiczną, lecz stanowiącą tereny mieszkaniowe, ale z zachowaniem ogólnodostępnego przejazdu i przechodu. Drugi przejazd pod budynkiem przy ulicy Wróblej 37 odmiennie od pierwszego przebiega w ramach działki drogowej nad którą położony jest budynek. Droga ta w niemal całości objęta jest strefą ograniczenia prędkości do 30 km/h. Wyjątkiem są skrzyżowania z placem Powstańców Śląskich i Gajowicką. Przejazd pod budynkiem przy ulicy Mieleckiej 20, wraz z włączeniem do ulicy zlokalizowanych przy tym budynku dróg wewnętrznych, objęty został strefą zamieszkania z ograniczeniem prędkości do 20 km/h. Wskazana jest w ramach tych stref dla ruchu rowerowego, przy czym na odcinku jednokierunkowym dopuszczono kontraruch.
Oprócz wyżej opisanej drogi publicznej do ulicy Sztabowej przynależą drogi i działki o statusie dróg wewnętrznych oraz rezerwy komunikacyjnej.

## Działki gruntu
Łącznie teren zajęty przez ulicę ma 30 764 m² pola powierzchni, w tym 30 732 m² pozostaje w zarządzie ZDiUM. Ulica w przebiegu głównym położona jest na wykazanych poniżej działkach gruntu o łącznym polu powierzchni wynoszącym  29 498 m²:
| odcinek                                                                | pole powierzchni [m2] | w tym działka          | pole powierzchni [m2] | foto |
| ---------------------------------------------------------------------- | --------------------- | ---------------------- | --------------------- | ---- |
| od ulicy Mieleckiej do ulicy Gajowickiej                               | 5 563 m²              | Grabiszyn, AR_17, 19/2 | 41                    |      |
| od ulicy Mieleckiej do ulicy Gajowickiej                               | 5 563 m²              | Grabiszyn, AR_17, 19/3 | 32                    |      |
| od ulicy Mieleckiej do ulicy Gajowickiej                               | 5 563 m²              | Grabiszyn, AR_17, 19/4 | 5 016                 |      |
| od ulicy Mieleckiej do ulicy Gajowickiej                               | 5 563 m²              | Grabiszyn, AR_17, 25/3 | 89                    |      |
| od ulicy Mieleckiej do ulicy Gajowickiej                               | 5 563 m²              | Grabiszyn, AR_17, 23/2 | 217                   |      |
| od ulicy Mieleckiej do ulicy Gajowickiej                               | 5 563 m²              | Grabiszyn, AR_17, 22/3 | 28                    |      |
| od ulicy Mieleckiej do ulicy Gajowickiej                               | 5 563 m²              | Grabiszyn, AR_17, 4/3  | 86                    |      |
| od ulicy Gajowickiej do ulicy Powstańców Śląskich                      | 10 236 m²             | Południe, AR_33, 43    | 5 739                 |      |
| od ulicy Gajowickiej do ulicy Powstańców Śląskich                      | 10 236 m²             | Południe, AR_34, 57    | 4 497                 |      |
| od ulicy Powstańców Śląskich do ulicy Sudeckiej                        | 4 517 m²              | Południe, AR_34, 105   | 2 467                 |      |
| od ulicy Powstańców Śląskich do ulicy Sudeckiej                        | 4 517 m²              | Południe, AR_37, 1     | 2 050                 |      |
| od ulicy Sudeckiej do ulicy Ślężnej                                    | 9 182 m²              | Południe, AR_37, 50/3  | 3 738                 |      |
| od ulicy Sudeckiej do ulicy Ślężnej                                    | 9 182 m²              | Południe, AR_37, 50/4  | 5 444                 |      |
| razem: 29 498 m², w tym w zarządzie ZDiUM: 29 466 m² i pozostałe 32 m² |                       |                        |                       |      |

Oprócz wyżej opisanych działek gruntu, na których przebiega droga przypisana do tej ulicy, istnieją też działki o łącznej powierzchni 1 266 m² o innym statusie, a mianowicie działki o statusie drogi wewnętrznej o łącznej powierzchni 760 m² i działka o statusie rezerwy komunikacyjnej o polu powierzchni wynoszącym 506 m². Ta działka położona jest wzdłuż ulicy Sztabowej po południowej stronie począwszy od Rodzinnych Ogrodów Działkowych Bajki, a skończywszy przed ulicą Ślężną. Natomiast działki wykorzystane na urządzenie dróg wewnętrznych tworzą dwa sięgacze, jeden w rejonie numerów 96 i 98 o powierzchni 88 m², a drugi pomiędzy zespołem garaży jednostanowiskowych a Parkiem Tadeusza Różewicza o łącznej powierzchni 672 m² (dwie działki o powierzchniach odpowiednio 455 m² i 217 m²).

## Układ drogowy

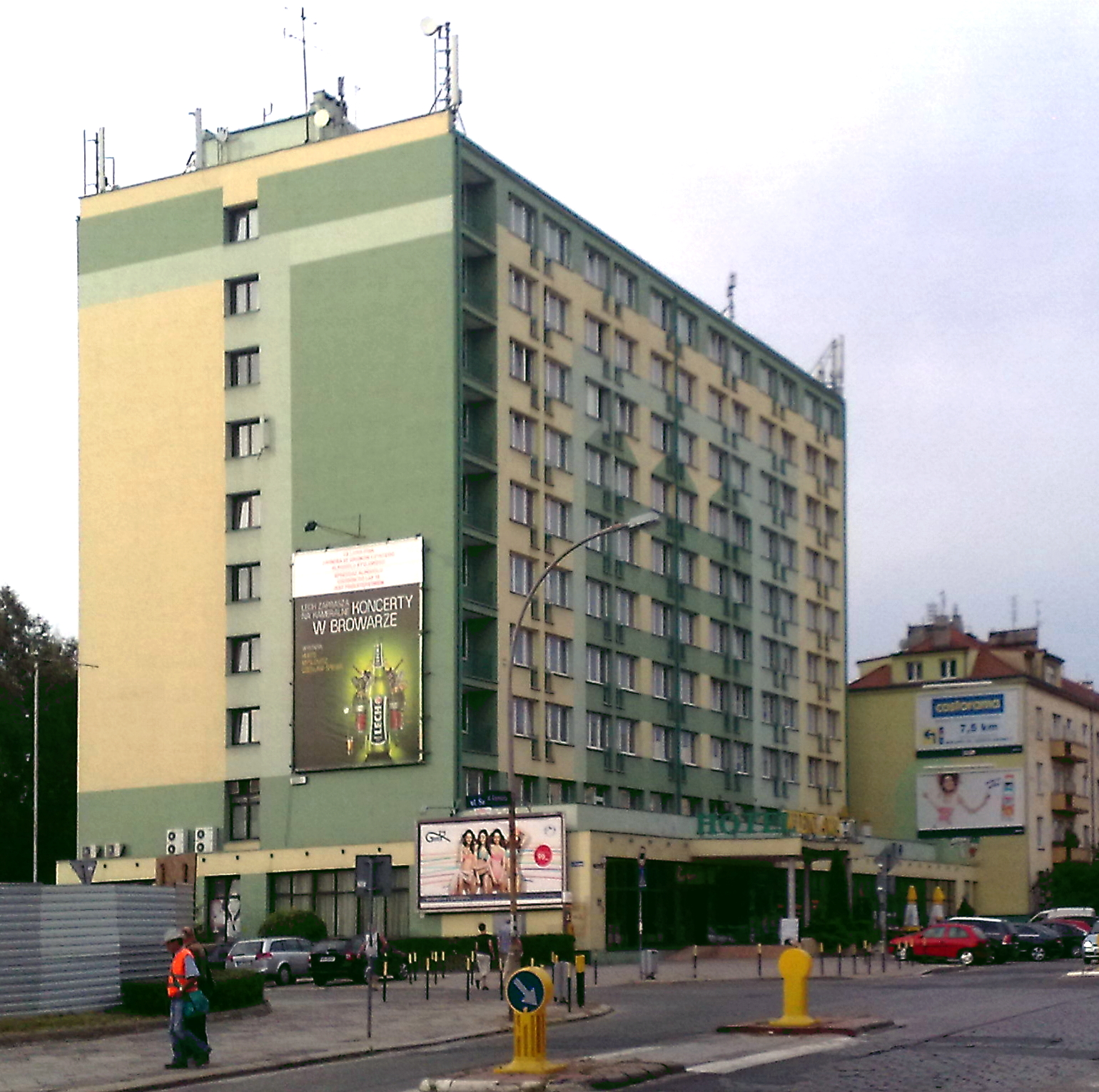
Hotel Wieniawa

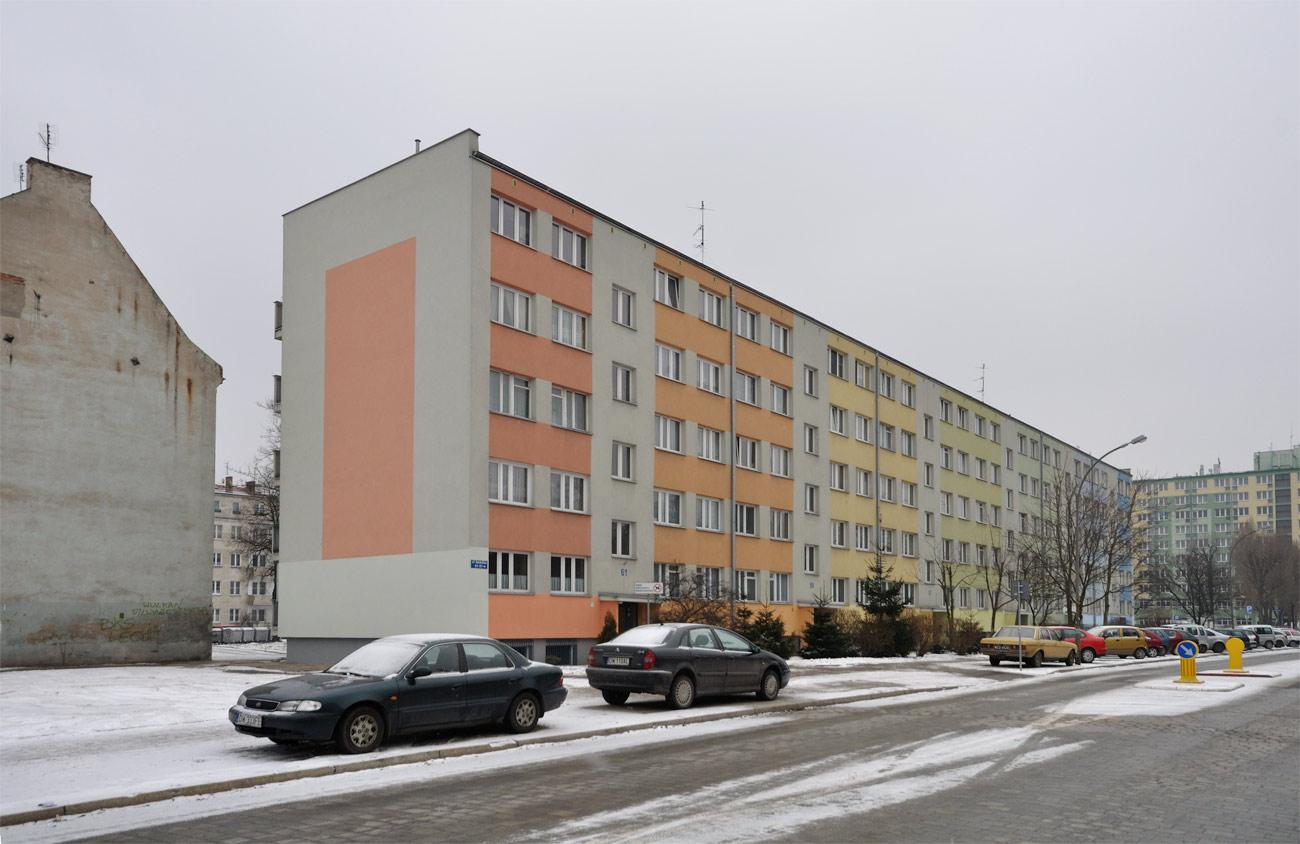
Ul. Sztabowa 51-61

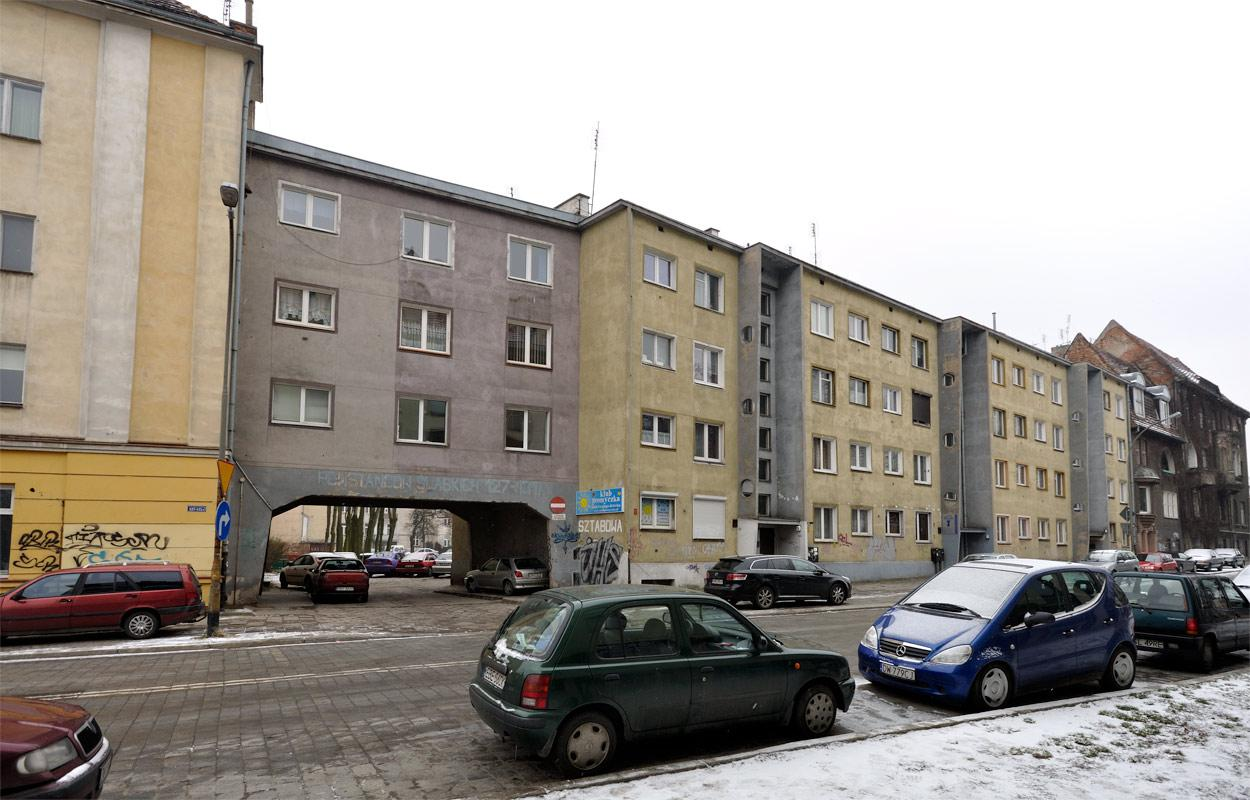
Ul. Sztabowa 75-79

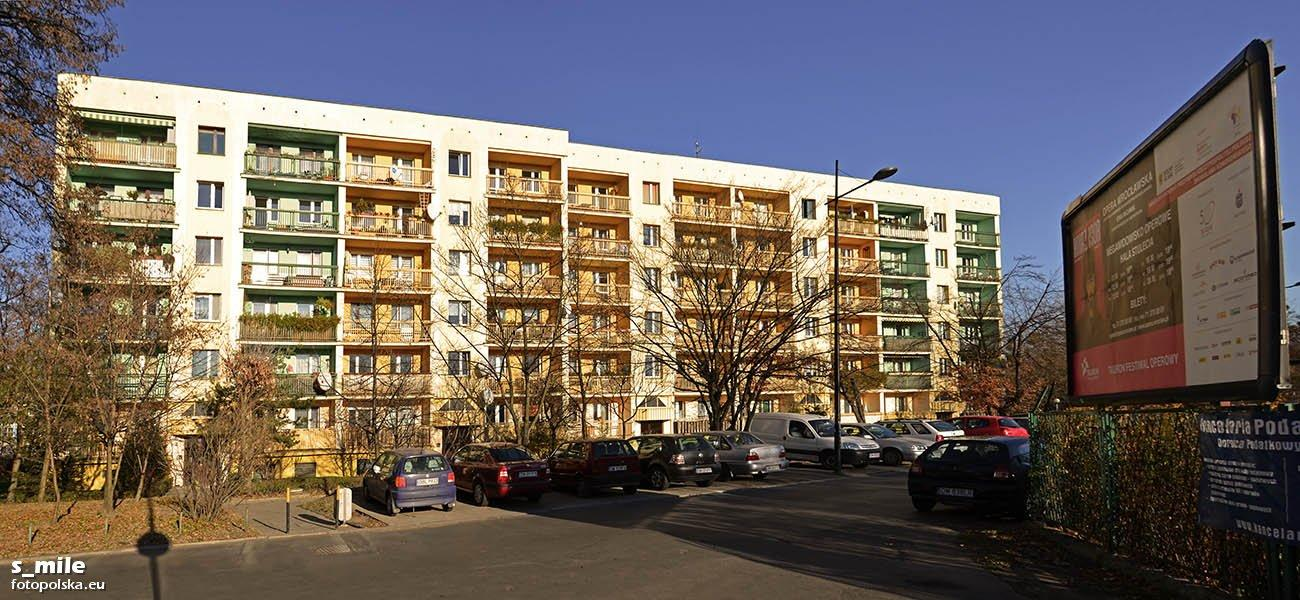
Ul. Sztabowa 90-96

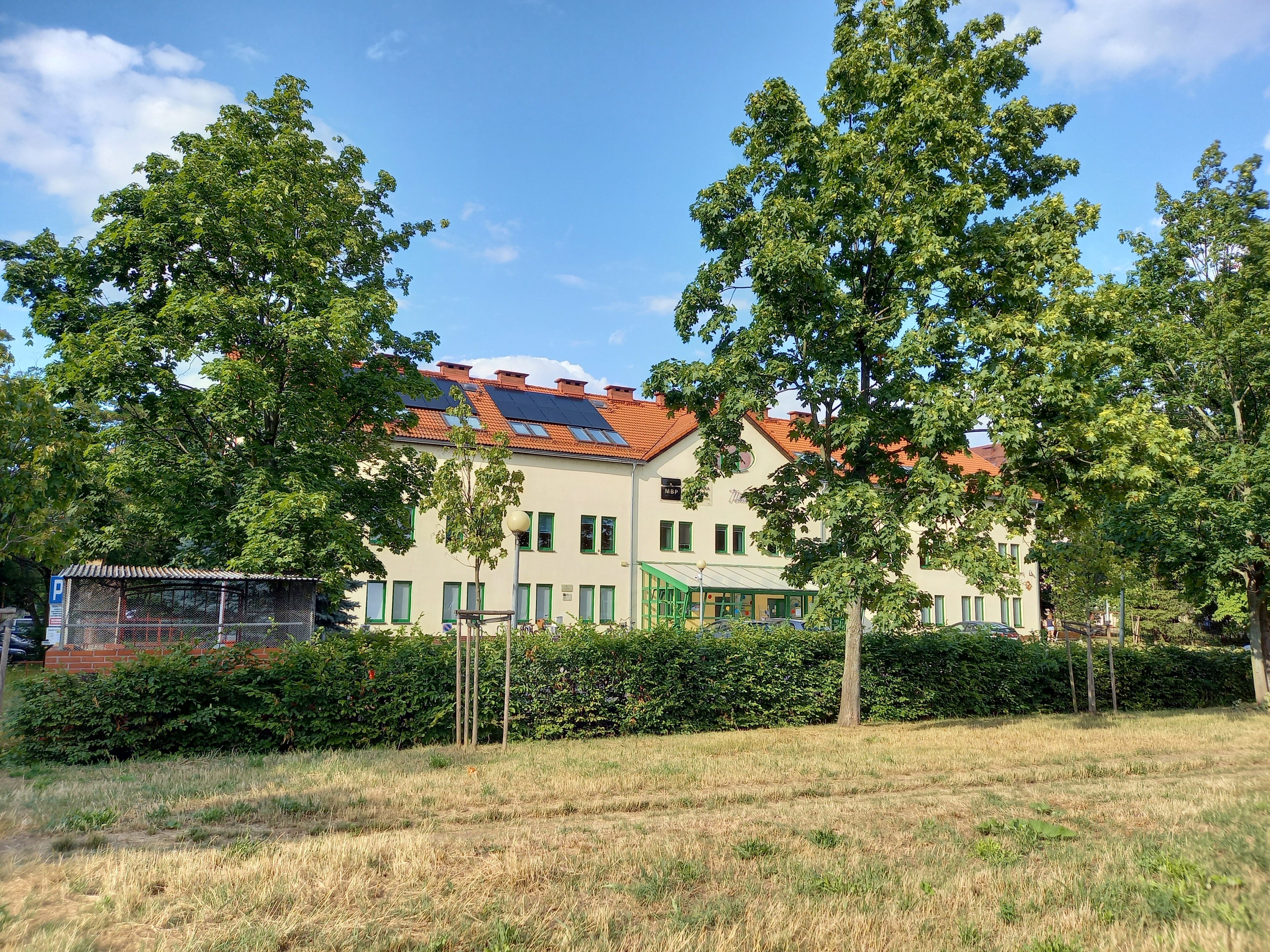
Biblioteka

Ulica biegnie od ulicy Mieleckiej do ulicy Ślężnej i łączy się z następującymi drogami:
| powiązanie                                                                             | kierunek | droga                                                                                        | nr drogi | foto | objaśnienia                   |
| -------------------------------------------------------------------------------------- | -------- | -------------------------------------------------------------------------------------------- | -------- | ---- | ----------------------------- |
| skrzyżowanie                                                                           | ← →      | ulica Mielecka                                                                               | 106395D  |      | na wprost i lewy dół          |
| włączenie do drogi publicznej                                                          | ← →      | droga wewnętrzna                                                                             |          |      | w prawo i w lewo              |
| skrzyżowanie                                                                           | ←        | ulica Buska                                                                                  | 105944D  |      |                               |
| skrzyżowanie                                                                           | ←        | ulica Stopnicka                                                                              | 106275D  |      |                               |
| włączenie do drogi publicznej                                                          | →        | droga wewnętrzna                                                                             |          |      |                               |
| skrzyżowanie                                                                           | →        | ulica Wróbla                                                                                 | 106337D  |      | po lewej                      |
| skrzyżowanie                                                                           | ←        | ulica Wróbla                                                                                 | 106337D  |      |                               |
| skrzyżowanie                                                                           | →        | ciąg pieszo-jezdny                                                                           |          |      |                               |
| skrzyżowanie                                                                           | ← →      | ulica Gajowicka funkcja zbiorcza, główny korytarz tramwajowy, główna rowerostrada            | 105818D  |      | lewy górny narożnik           |
| skrzyżowanie                                                                           | ←        | ulica Słowicza                                                                               | 105658D  |      |                               |
| deptak                                                                                 | →        | ulica Łączności                                                                              | 105545D  |      |                               |
| skrzyżowanie                                                                           | ←        | ulica Podchorążych                                                                           | 105600D  |      |                               |
| włączenie do drogi publicznej                                                          | →        | ulica Sztabowa – sięgacz, droga wewnętrzna                                                   |          |      | wyjazd do ul. Sztabowej       |
| skrzyżowanie                                                                           | ←        | ulica Spadochroniarzy                                                                        | 105667D  |      | w lewo (góra)                 |
| deptak                                                                                 | →        | ciąg pieszo-jezdny                                                                           |          |      | na wprost                     |
| skrzyżowanie sygnalizacja świetlna (przerwany dla ruchu kołowego bieg ulicy Sztabowej) | ← →      | ulica Powstańców Śląskich funkcja zbiorcza, główny korytarz tramwajowy, główna rowerostrada  | 105809D  |      | w lewo i w prawo              |
| skrzyżowanie                                                                           | ←        | ulica Pocztowa                                                                               | 105599D  |      | w lewo (góra)                 |
| skrzyżowanie                                                                           | ← →      | ulica Sudecka klasy lokalnej droga rowerowa zbiorcza                                         | 105804D  |      | w lewo (dół) i w prawo (góra) |
| deptak                                                                                 | →        | ciąg pieszo-jezdny                                                                           |          |      |                               |
| deptak                                                                                 | →        | ciąg pieszo-jezdny                                                                           |          |      | w lewo (dół)                  |
| skrzyżowanie                                                                           | →        | ulica Drukarska                                                                              | 105816D  |      | w prawo                       |
| włączenie do drogi publicznej                                                          | →        | droga wewnętrzna                                                                             |          |      | na wprost                     |
| skrzyżowanie                                                                           | ←        | aleja Wiśniowa (przebieg boczny) klasy dojazdowej                                            | 105522D  |      | w lewo                        |
| włączenie do drogi publicznej                                                          | →        | ulica Sztabowa – sięgacz, droga wewnętrzna, dalej rozwidlenie także do ciągu pieszo-jezdnego |          |      | na wprost                     |
| włączenie do drogi publicznej                                                          | →        | droga wewnętrzna Urząd Skarbowy Wrocław-Krzyki                                               |          |      | na wprost                     |
| deptak                                                                                 | ←        | ciąg pieszo-jezdny                                                                           |          |      | na wprost                     |
| włączenie do drogi publicznej                                                          | →        | droga wewnętrzna                                                                             |          |      | w lewo                        |
| skrzyżowanie (przerwany dla ruchu kołowego bieg ulicy)                                 | ← →      | ulica Ślężna funkcja zbiorcza, główny korytarz tramwajowy, główna rowerostrada               | 105813D  |      | na wprost                     |
| kontynuacja                                                                            | ↑ ↓      | ulica Jacka Kuronia                                                                          | 105779D  |      | w lewo (dół)                  |

## Położenie i otoczenie
Ulica Sztabowa przebiega w swoim zachodnim, początkowym odcinku, o niższych numerach adresowych (od 21 do 37 i od 2 do 20), przez obszar osiedla Gajowice, w dawnej dzielnicy Fabryczna, a w pozostałym zakresie – zachodni odcinek ulicy o wyższych numerach adresowych (od 51 do 107 i od 28 do 100a) – przez obszar samorządowego osiedla Powstańców Śląskich, w dawnej dzielnicy Krzyki. Częściowo – od ulicy Gajowickiej do ulicy Powstańców Śląskich jest to osiedle Dworek. Obszary obu osiedli należą do jednostki urbanistycznej Śródmieście Południowe.
Część miasta, przez którą przebiega ulica, zaliczana jest do obszarów zabudowy osiedli kameralnych, położonych w centralnej jego części, których źródło układu urbanistycznego i zagospodarowania oparte jest na funkcjach mieszanych sięgających XIX wieku lub okresów wcześniejszych. Takie obszary cechują się umiarkowaną gęstością zaludnienia oraz wysoką intensywnością wykorzystania terenu. Sam układ urbanistyczny jest uznawany za bardzo czytelny, oparty jest na blokach urbanistycznych wykreowanych w oparciu o geometrycznie ułożone kwartały uliczne z funkcją reprezentacyjną skierowaną na zewnątrz bloku i funkcją użytkową skierowaną do wnętrza takiego bloku. Pierwotnie dominująca jest zabudowa pierzejowa wzdłuż ulic, choć późniejsza zabudowa powstała na wolnych terenach po usunięciu zniszczonych podczas II wojny światowej obiektów często zrywa z takim układem rozmieszczenia budynków, a kształtując układ nowej zabudowy w oparciu o zasady modernizmu. W ramach zabudowy oprócz funkcji mieszkalnej występują także obiekty handlowe, usługowe i inne obiekty, w tym użyteczności publicznej. Są to więc obszary o silnie wykształconym i zróżnicowanym systemie funkcjonalno-przestrzennym, zaopatrzone w infrastrukturę społeczno-usługową i bogatym programie funkcjonalnym. Z powyższego schematu zagospodarowania przestrzennego wyłamuje się teren przy wschodnim krańcu ulicy, gdzie dominują tereny zieleni i rekreacji takie jak boisko, rodzinne ogrody działkowe, czy cmentarz, co skutkuje brakiem osób zamieszkujących ten teren o zerowej gęstości zaludnienia.
Ulica przebiega przez obszary o zróżnicowanym dostępie do infrastruktury komunikacyjnej miasta. I tak odcinek wschodni i zachodni mają bardzo korzystny dostęp, a środkowy w rejonie ulicy Powstańców Śląskich ma wyjątkowo korzystny dostęp do tej infrastruktury. Tylko przy wschodnim odcinku miejscowo dostęp ten jest określany jako zadowalający. Taka ocena dostępności komunikacyjnej występuje mimo tego, że ulicą Sztabową nie prowadzą jakiekolwiek linie komunikacyjne w ramach wrocławskiej, miejskiej komunikacji zbiorowej. Takie linie prowadzą natomiast ulicą Gajowicką (komunikacja autobusowa), ulicą Powstańców Śląskich (komunikacja autobusowa i tramwajowa), ulicą Ślężną (komunikacja tramwajowa). Przystanek tramwajowy przy skrzyżowaniu ulicy Powstańców Śląskich i ulicy Sztabowej nosi nazwę „Sztabowa” .

## Zabudowa i zagospodarowanie
Zróżnicowana zabudowa przy ulicy Sztabowej obejmuje budynki mieszkalne, wieloklatowe domy wielorodzinne (współczesne oraz przedwojenne), budynki mieszkalno-usługowe i pojedyncze, niewielkie obiekty stricte hadnowo-usługowe, a także okazałe gmachy należące do różnych instytucji, w tym wojska, firmy telekomunikacyjnej, czy Urzędu Skarbowego. Ponieważ jak wyżej wskazano ulica przebiega na znacznej długości przez tereny o wysokim stopniu ich wykorzystania, nie ma tu, z wyłączeniem odcinka końcowego, dużych terenów zielonych poza dwoma niedużymi parkami, tj. Park gen. Mariana Langiewicza i Park Tadeusza Różewicza, a pozostała zieleń to głównie nasadzenia przyuliczne, teren szkolny czy zieleń międzyblokowa. Tylko przy końcowym odcinku zagospodarowanie terenu obejmuje głównie tereny zieleni takie jak stary cmentarz, rodzinne ogrody działowe, czy boisko sportowe.
Obiekty historyczne wykazane są w rozdziale „Ochrona i zabytki”. Pośród współczesnych budynków i obiektów można wymienić położony przy skrzyżowaniu ulicy Gajowickiej z ulicą Sztabową (pod adresem ulica Gajowicka 130) budynek, w którym pierwotnie mieścił się dwugwiazdkowy hotel Wieniawa, a po przebudowie w latach 2022-2023 czterogwiazdkowy Hotel The Four Points by Sheraton Wrocław. Po północnej stronie ulicy pomiędzy Parkiem Tadeusza Różewicza i ulicą Powstańców Śląskich znajduje się kompleks zabudowy mieszkalno-usługowej Rondo Verona zbudowany przez firmę Verona Building, który w rejonie skrzyżowania ulicy Sztabowej i ulicy Powstańców Śląskich stanowi dominantę architektoniczną. Północna strona ulicy na odcinku od ulicy Powstańców Śląskich do ulicy Sudeckiej zajęta jest przez kompleks zabudowy należący do Tauronu, a w jej obrębie bezpośrednio pierzeję ulicy Sztabowej tworzą budynki przy ulicy Powstańców Śląskich 132, w którym mieści się Centrum Zarządzania Siecią Tauron, ulicy Sztabowej 72 i ulicy Sudeckiej 99. Dalej pod numerem 98 znajduje się Filia nr 1 Miejskiej Biblioteki Publicznej, pod numerem 101 Stadion "Sztabowa", a przy skrzyżowaniu z ulicą Ślężną znajduje się Komisariat Policji Wrocław Krzyki pod adresem przy ulicy Ślężnej 115–129.
Wymieniony wyżej Stadion Sportowy "Sztabowa" współcześnie zarządzany jest przez Młodzieżowe Centrum Sportu Wrocław. Obejmuje boisko piłkarskie o sztucznej nawierzchni. Jego wymiary pola gry wynoszą 100 na 60 metrów. Wokół boiska urządzona jest bieżnia od długości 400 m. Przy części sportowej znajduje się kompleks szatniowo–sanitarny. Stadion jest wyposażony w sztuczne oświetlenie. Na trybunie zapewnionych jest 400 miejsc siedzących dla widzów.
Położone przy ulicy lub w bezpośrednim sąsiedztwie bloki mieszkalne, luźno rozmieszczone pośród zachowanych obiektów przedwojennych, to głównie typowa zabudowa mieszkaniowa z lat 60. i 70. XX wieku, powstała w obrębie Gajowic podczas budowy Osiedla Gajowice, a w obrębie osiedla Powstańców Śląskich w ramach budowy osiedla mieszkaniowego „Południe”, przy czym w części zachodniej względem ulicy Powstańców Śląskich realizowane było osiedle „Celina” z lat 1964–1974, a w części wschodniej osiedle „Dorota”. Są to wieloklatowe budynki pięcio- lub jedenastokondygnacyjne. Ponadto znajduje się tu także rozproszona zabudowa powstała w okresach późniejszych uzupełniająca tkankę miejską.

## Zieleń
Obszary, przez które przebiega ulica, zaliczane są do terenów o bogatym systemie zieleni. W jego skład wschodzą skwery, zieleń półprywatna towarzysząca zabudowie mieszkaniowej, przyuliczne szpalery oraz historyczne założenia dawnych ogrodów i cmentarzy. Przy samej ulicy urządzone są szpalery drzew. Należy także zauważyć, że dzięki temu, iż część zabudowy osiedli mieszkaniowych położonych w rejonie tej ulicy została po zakończeniu II wojny światowej zachowana, to zachowała się także część historycznej, dawnej kompozycji zieleni. Natomiast przy powojennych obiektach powstawały liczne nowe nasadzenia. W rejonie ulicy Sztabowej znajdują się następujące tereny zieleni urządzonej:
| Obiekt | Powierzchnia, uwagi                                                                             | foto |
| --- | ----------------------------------------------------------------------------------------------- | ---- |
| obustronnie szpalery drzew wzdłuż ulicy Mieleckiej                                                                 |                                                                                                 |      |
| zieleń międzyblokowa przy ulicy Mieleckiej                                                                         |                                                                                                 |      |
| zieleń międzyblokowa przy ulicy Wróbla                                                                             |                                                                                                 |      |
| zieleń międzyblokowa przy ulicy Stopnickiej                                                                        |                                                                                                 |      |
| zieleń wzdłuż ulicy Wróbla                                                                                         |                                                                                                 |      |
| zieleń międzyblokowa przy ulicy Wróbla i ulicy Gajowickiej                                                         |                                                                                                 |      |
| Park gen. Mariana Langiewicza wcześniej skwer ważne założenie zieleni                                              | 13 856 m² ochrona: gminna ewidencja zabytków                                                    |      |
| zieleń wzdłuż ulicy Gajowickiej                                                                                    |                                                                                                 |      |
| tereny zieleni przy dawnej Akademii Pedagogicznej                                                                  | 30 411 m²                                                                                       |      |
| teren Szkoły Podstawowej nr 76                                                                                     | 12 232 m²                                                                                       |      |
| Zieleniec przy ulicy Sztabowej - Pretficza (Park przy ul. Sztabowej, Park Tadeusza Różewicza)                      | 8 989 m²                                                                                        |      |
| wnętrze przy ulicy Powstańców Śląskich i ulicy Wandy                                                               | 5 468 m²                                                                                        |      |
| szpaler, aleja wzdłuż ulicy Powstańców Śląskich                                                                    | o szczególnym znaczeniu dla urbanistyki i kompozycji osiedla                                    |      |
| teren zielony przy budynku Dyrekcji Poczty                                                                         | ochrona: rejestr zabytków                                                                       |      |
| zieleń przy budynku Poczty, osobliwość przyrodnicza                                                                |                                                                                                 |      |
| szpaler przy ulicy Sztabowej                                                                                       |                                                                                                 |      |
| zieleń wzdłuż ulicy Sudeckiej                                                                                      | o szczególnym znaczeniu dla urbanistyki i kompozycji osiedla ochrona: gminna ewidencja zabytków |      |
| zieleń międzyblokowa przy ulicy Sudeckiej                                                                          | 2 953 m²                                                                                        |      |
| Rodzinne Ogrody Działkowe Bajki                                                                                    | 11 850 m²                                                                                       |      |
| szpaler wzdłuż ulicy Sztabowej (na terenie dawnego szpitala)                                                       |                                                                                                 |      |
| Ogród przy dawnym szpitalu żydowskim aleja Wiśniowa 36, ulica Sudecka 92-96 później Szpital Kolejowy               | projekt wg zaleceń H. Richtera, zachowany w zmienionej formie                                   |      |
| zieleń wzdłuż alei Wiśniowej (przebieg boczny)                                                                     |                                                                                                 |      |
| Rodzinne Ogrody Działkowe Bajki                                                                                    | 10 360 m²                                                                                       |      |
| Stadion "Sztabowa"                                                                                                 | 15 712 m²                                                                                       |      |
| zieleń rekreacyjno–sportowa                                                                                        | 2 398 m²                                                                                        |      |
| zieleń międzyblokowa przy ulicy Sztabowej, zieleń parkowa i rekreacyjno–sportowa, szpalery                         | 10 301 m²                                                                                       |      |
| strefy zieleni w ramach ogólnodostępnej działki obiektu upowszechnia kultury zieleń parkowa i rekreacyjno–sportowa |                                                                                                 |      |
| Rodzinne Ogrody Działkowe Bajki                                                                                    | 28 405 m²                                                                                       |      |
| Cmentarz Żydowski – Muzeum Sztuki Cmentarnej                                                                       | 40 652 m² ochrona: rejestr zabytków                                                             |      |
| zieleń wzdłuż ulicy Ślężnej i Jacka Kuronia                                                                        |                                                                                                 |      |

## Demografia
Ulica przebiega przez kilka rejonów statystycznych o wysokim stopniu zaludnienia, przy czym dane pochodzą z 31.12.2022 r.
| Rejon statystyczny nr | Ilość osób zameldowanych | Gęstość zaludnienia [lud./km²] | położenie                                       | położenie                                         |
| Rejon statystyczny nr | Ilość osób zameldowanych | Gęstość zaludnienia [lud./km²] | strona południowa                               | strona północna                                   |
| --------------------- | ------------------------ | ------------------------------ | ----------------------------------------------- | ------------------------------------------------- |
| 931000                | 1 138                    | 14 825                         | od ulicy Mieleckiej do ulicy Buskiej            | od ulicy Mieleckiej do ulicy Gajowickiej          |
| 931010                | 1 032                    | 25 991                         | od ulicy Buskiej do ulicy Wróblej               | nie dotyczy                                       |
| 931020                | 724                      | 19 149                         | od ulicy Wróblej do ulicy Gajowickiej           | nie dotyczy                                       |
| 931760                | 1 063                    | 5 733                          | od ulicy Gajowickiej do numeru 79               | od ulicy Gajowickiej do ulicy Powstańców Śląskich |
| 931770                | 789                      | 20 853                         | budynek przy ulicy Powstańców Śląskich 127      | nie dotyczy                                       |
| 931780                | 389                      | 6 743                          | od ulicy Powstańców Śląskich do ulicy Pocztowej | od ulicy Powstańców Śląskich do ulicy Sudeckiej   |
| 931790                | 671                      | 20 273                         | od ulicy Pocztowej do ulicy Sudeckiej           | nie dotyczy                                       |
| 931580                | 910                      | 8 047                          | od ulicy Sudeckiej do alei Wiśniowej            | od ulicy Sudeckiej do ulicy Drukarskiej           |
| 931600                | 569                      | 4 985                          | od alei Wiśniowej do numeru 101                 | od ulicy Drukarskiej do numeru 98                 |
| 931620                | 0                        | 0                              | od numeru 101 do ulicy Ślężnej                  | od numeru 98 do ulicy Ślężnej                     |

## Ochrona i zabytki

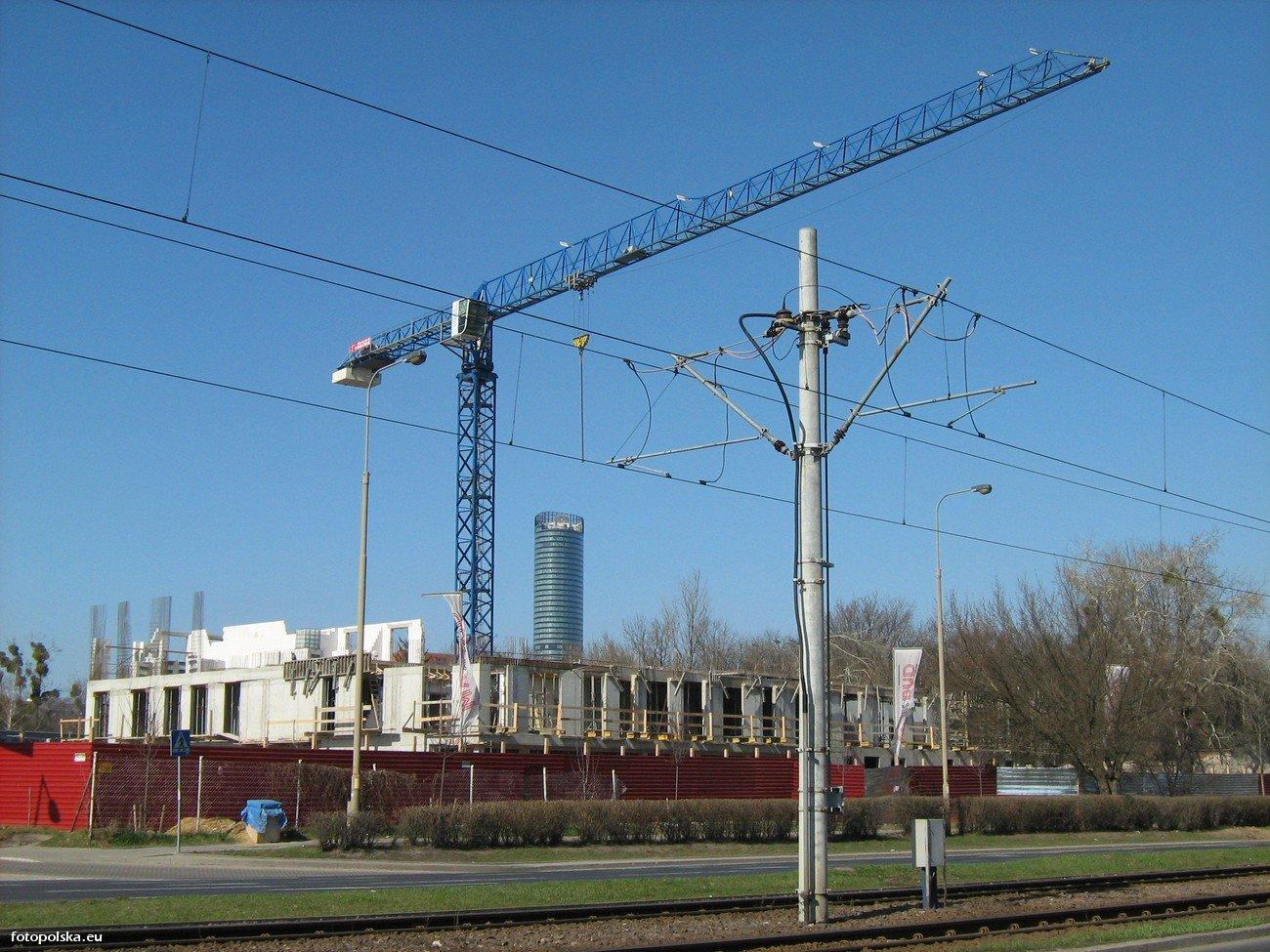
Budowa komisariatu

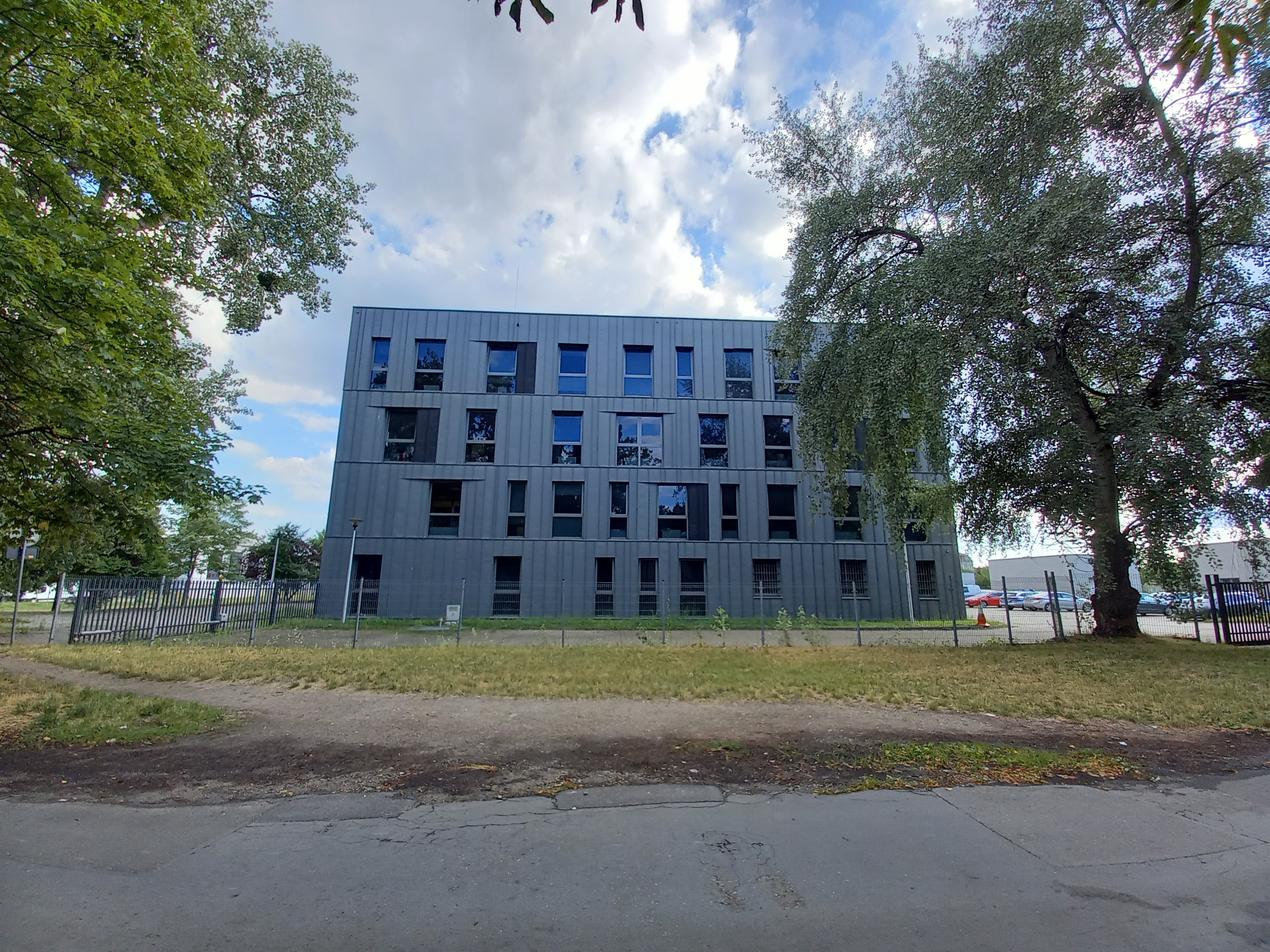
Komisariat (widok od ul. Sztabowej)

Ulica Sztabowa od swojego początku do numeru 97 przebiega przez obszar dzielnicy Południe podlegający ochronie jako założenie przestrzenne w ramach gminnej ewidencji zabytków, rodzaj ochrony: inny (karta obiektu niewpisanego do rejestru z 1.10.2015 r.). Ochronie podlega w szczególności historyczny układ urbanistyczny dzielnicy. Obszar ten wpisany jest do ewidencji jako historyczny układ urbanistyczny dzielnicy Południe we Wrocławiu, w rejonie alei generała Józefa Hallera i ulic: Powstańców Śląskich, Sztabowej oraz placu Powstańców Śląskich, który był kształtowany począwszy od XIII wieku (wzmianki) oraz od lat 80. XIX wieku do 1945 r.. Stan jego zachowania ocenia się na dobry.
Przy ulicy oraz w bezpośrednim sąsiedztwie znajdują się następujące zabytki:
| obiekt, położenie | powstanie, rodzaj ochrony, nr rej. | fotografia                                    |
| zamknięcie osi widokowej w kierunku zachodnim | zamknięcie osi widokowej w kierunku zachodnim | zamknięcie osi widokowej w kierunku zachodnim |
| --- | --- | --------------------------------------------- |
| budynek mieszkalny ulica Mielecka 7-25 | około 1920 r., około 1950 r. rodzaj ochrony: inny |                                               |
| strona północna, nad ulicą i strona południowa (ulica przebiega w przejeździe bramowym budynku) | |                                               |
| budynek mieszkalny ulica Mielecka 18-20 | około 1920 r. rodzaj ochrony: inny |                                               |
| budynek mieszkalny ulica Wróbla 23-37, ulica Sztabowa 21 | druga połowa lat 20. XX wieku rodzaj ochrony: inny |                                               |
| strona południowa | |                                               |
| blok mieszkalny ulica Stopnicka 2-20 | lata 1920–1925 rodzaj ochrony: inny |                                               |
| budynek mieszkalny ulica Wróbla 39-43 | druga połowa lat 20. XX wieku rodzaj ochrony: inny |                                               |
| blok mieszkalny ulica Sztabowa 27-37 | lata 1920–1925 rodzaj ochrony: inny |                                               |
| budynek mieszkalny ulica Wróbla 40-44 | druga połowa lat 20. XX wieku rodzaj ochrony: inny |                                               |
| blok mieszkalny ulica Gajowicka 145, 145a, 147/I, 147/II, 147a, 149, 151, 153, 155, 157 | około 1928 r., około 1950 r. rodzaj ochrony: inny |                                               |
| kamienica ulica Sztabowa 71 | około 1920–1925 r. gez, rodzaj ochrony: inny |                                               |
| kamienica ulica Sztabowa 73 | około 1920–1925 r. gez, rodzaj ochrony: inny |                                               |
| Budynek mieszkalny, w części z usługowym parterem ulica Powstańców Śląskich 127-131a | około 1910–1915 r. (zniszczone), lata 50. XX w. (odbudowa?) gez, rodzaj ochrony: inny                                                                                                   |                                               |
| poz. 2 w zespole: Teren zielony przy budynku Dyrekcji Poczty (Reichspost Direktion), obecnie przy budynku Orange i Poczty Polskiej (od ulicy Powstańców Śląskich do północnej granicy działki) ulica Powstańców Śląskich 134-138                                          | lata 1912–1915, po 1945 r. rejestr zabytków: nr A/2266/509/Wm z dnia 20.12.1993 r. |                                               |
| poz. 1 w zespole: Budynek Dyrekcja Poczty (Reichspost Direktion) z wewnętrznymi dziedzińcami, obecnie budynek Orange i Poczty Polskiej ulica Powstańców Śląskich 134-138                                                                                                  | lata 1912–1915, po 1945 r. rejestr zabytków: nr A/2266/509/Wm z dnia 20.12.1993 r. (nr 509/Wm z dnia 20.12.1993 r., nr A/2266/509/Wm z dnia 18.05.2010 r.)                              |                                               |
| budynek mieszkalny wielorodzinny ulica Sztabowa 85 | 1910–1911 r. (projekt Hans Poelzig) gez, rodzaj ochrony: inny (karta obiektu niewpisanego do rejestru z 27.11.2016 r.)                                                                  |                                               |
| kamienica ulica Sztabowa 87 | około 1910 r. (projekt Hans Poelzig) gez, rodzaj ochrony: inny (karta obiektu niewpisanego do rejestru z 27.11.2016 r.)                                                                 |                                               |
| kamienica ulica Sztabowa 89 | około 1910 r. (projekt Hans Poelzig) gez, rodzaj ochrony: inny |                                               |
| aleja lipowa ulica Sudecka | XIX/XX wiek (projekt Hans Poelzig) gez, rodzaj ochrony: inny |                                               |
| zespół kościelny przy kościele ewangelickim, następnie katolickim pw. św. Jana Chrzciciela, obecnie rzymsko-kaolickim parafialnym pw. św. Augustyna – założenie przestrzenne ulica Sudecka                                                                                | lata 1907–1909 (projekt Richard Gaze, Alfred Bottcher) gez, rodzaj ochrony: inny |                                               |
| poz. 1 w zespole: Kościół ewangelicki, następnie katolicki pw. św. Jana Chrzciciela, obecnie rzymsko-katolicki parafialny pw. św. Augustyna ulica Sudecka 86-88 | lata 1907–1909 (projekt Richard Gaze, Alfred Bottcher) rejestr zabytków, nr A/2492/353/Wm z dnia 04.08.1977 r. (nr 353/Wm z dnia 4.08.1977 r., nr A/2492/353/Wm z dnia 9.07.2010 r.)    |                                               |
| Zespół szpitala żydowskiego (Israelitisches Krankenhaus), po 1939 r. – szpital wojskowy, po 1945 r. – szpital kolejowy, obecnie nieużytkowany aleja Wiśniowa 36 | lata 1901–1903 (projekt R. Herold, nadzór P. Ehrlich), lata 1910-1912, 1927 r. rejestr zabytków, nr A/6075 z dnia 5.02.2018 r.; brak numeru z 31.10.2018 r. (gez, rodzaj ochrony: inny) |                                               |
| poz. 7 w zespole (poz. 9 w zespole): Ogrodzenie posesji zespołu szpitala żydowskiego aleja Wiśniowa 36 | około 1910–1912 r. gez, rodzaj ochrony: inny |                                               |
| poz. 2 w zespole (poz. 3 w zespole): Żydowski Dom Opieki im. Schottlanderów dla Przewlekle Chorych, obecnie "SANUS" Prywatne Centrum Diagnostyki Medycznej Sp. z o.o. ulica Sztabowa 91                                                                                   | 1912 r. rejestr zabytków, nr A/6075 z dnia 5.02.2018 r.; brak numeru z 31.10.2018 r. (gez, rodzaj ochrony: inny)                                                                        |                                               |
| poz. 3 w zespole (poz. 4 w zespole): Budynek szpitalny "F" w zespole szpitala żydowskiego, obecnie budynek nieużytkowany ulica Sztabowa 93 (budynek kostnicy) | lata 1901–1903 (projekt R. Herold, nadzór P. Ehrlich) rejestr zabytków, nr A/6075 z dnia 5.02.2018 r.; brak numeru z 31.10.2018 r. (gez, rodzaj ochrony: inny)                          |                                               |
| poz. 4 w zespole: Budynek szpitalny "E" w zespole szpitala żydowskiego, budynek oddziału zakaźnego, obecnie budynek nieużytkowany ulica Sztabowa 93A | lata 1901–1903 (projekt R. Herold, nadzór P. Ehrlich), około 1910 r. rejestr zabytków, nr A/6075 z dnia 5.02.2018 r.; brak numeru z 31.10.2018 r. (gez, rodzaj ochrony: inny)           |                                               |
| poz. 8 w zespole: budynek gospodarczy ulica Sztabowa 95 | lata 1901–1903 gez, rodzaj ochrony: inny |                                               |
| kotłownia z kominem ulica Sztabowa | lata 1901–1903 rejestr zabytków, nr A/6075 z dnia 5.02.2018 r.; brak numeru z 31.10.2018 r.                                                                                             |                                               |
| poz. 6 w zespole (poz. 8 w zespole): Komin kotłowni w zespole szpitala żydowskiego aleja Wiśniowa 36 | około 1910–1912 r. rejestr zabytków, nr A/6075 z dnia 5.02.2018 r.; brak numeru z 31.10.2018 r. (gez, rodzaj ochrony: inny)                                                             |                                               |
| strona północna | |                                               |
| Cmentarz ewangelicki, obecnie park im. gen. Mariana Langiewicza ulica Gajowicka | 1815 r. (1958 r. likwidacja) gez, rodzaj ochrony: inny |                                               |
| poz. 1 w zespole: Zespół koszar, po 1945 r. zespół Śląskiego Okręgu Wojskowego, od 2012 r. Inspektoratu Wsparcia Sił Zbrojnych – założenie przestrzenne ulica Bernarda Pretficza 28 (ulica Bernarda Pretficza 24, 28, ulica Łączności 18, ulica Sztabowa)                 | lata 20. XX wieku, początek lat 30. XX wieku gez, rodzaj ochrony: inny |                                               |
| poz. 2 w zespole: Generalna Komendantura (dowództwo i sztab) VIII Śląskiego Korpusu Reichswehry, od 1935 r. - Wehrmachtu w zespole koszar, obecnie Gmach Inspektoratu Wsparcia Sił Zbrojnych ulica Bernarda Pretficza 28 (sąd wojskowy) (ulica Sztabowa 28)               | 1928 r. (projekt Otto Rudolf Salvisberg) rejestr zabytków, nr A/5244 z dnia 23.05.2011 r. (gez, rodzaj ochrony: inny)                                                                   |                                               |
| poz. 1 w zespole (poz. 3 w zespole): Akademia Pedagogiczna i Komenda Garnizonu w zespole koszar, obecnie Klub Oficerski "Oko" Inspektoratu Wsparcia Sił Zbrojnych ulica Bernarda Pretficza 24 (i ulica Sztabowa 44)                                                       | lata 1929–1932 (projekt Rudolfa Fernholz), po 1945 r. gez, rodzaj ochrony: inny |                                               |
| poz. 4 w zespole (poz. 6 w zespole): Stajnie w zespole koszar, obecnie Biuro Energetyki Cieplnej Rejonu Zachodniego we Wrocławiu, także niegdyś drukarnia ulica Sztabowa 32                                                                                               | lata 1860–1870 gez, rodzaj ochrony: inny |                                               |
| poz. 3 w zespole (poz. 5 w zespole): Wojskowa administracja koszar w zespole koszar, obecnie Wojskowa Agencja Mieszkaniowa, Komornik Sądowy przy Sądzie Rejonowym dla Wrocławia Krzyków ulica Łączności 18 (ulica Sztabowa 46)                                            | lata 1860-1870 gez, rodzaj ochrony: inny |                                               |
| piwnice na wino Etablissementu Friebeberg (restauracji przy placu Powstańców Śląskich), lata 1914-1918 - magazyn leków lazaretu przy ulicy Księcia Witolda, lata 30. XX wieku – schron przeciwlotniczy, obecnie magazyny ulica Sztabowa (działka 54 AM-34 obręb Południe) | lata 60. XIX wieku, lata 1914–1918, lata 30. XX wieku gez, rodzaj ochrony: inny (karta obiektu niewpisanego do rejestru z 1.07.2015 r.)                                                 |                                               |
| aleja lipowa ulica Sudecka | XIX/XX wiek (projekt Hans Poelzig) gez, rodzaj ochrony: inny |                                               |
| kamienica ulica Sztabowa 82 | około 1915–1920 r., 2007 r. (remont) gez, rodzaj ochrony: inny |                                               |
| Żydowska Wyższa Szkoła dla Dziewcząt i Chłopców, obecnie Urząd Skarbowy Wrocław-Krzyki ulica Sztabowa 100 | 1912 r. gez, rodzaj ochrony: inny |                                               |
| Cmentarz Żydowski, od 1991 r. – Muzeum Sztuki Cmentarnej ulica Ślężna 37-39 | 1856 r. rejestr zabytków, nr A/5252/A/Z/T.I/306/75 z dnia 24.05.1975 r. (nr A/Z/T.I/306/75 z dnia 24.05.1975 r., nr A/5252/A/Z/T.I/306/75 z dnia 15.06.2011 r.)                         |                                               |

## Baza TERYT, EMUiA
Dane Głównego Urzędu Statystycznego z bazy TERYT, spis ulic (ULIC):
- województwo: DOLNOŚLĄSKIE (02)
- powiat: Wrocław (0264)
- gmina/dzielnica/delegatura: Wrocław (0264011) gmina miejska; Wrocław-Fabryczna (0264029) delegatura; Wrocław-Krzyki (0264039) delegatura
- Miejscowość podstawowa: Wrocław (0986283) miasto; Wrocław-Fabryczna (0986290); delegatura; Wrocław-Krzyki (0986544) delegatura[334]
- kategoria/rodzaj: ulica
- Nazwa ulicy: ul. Sztabowa (22098)[55][334].

## Znaczenie ulicy oraz elementów otoczenia
Sama ulica Sztabowa pierwotnie tworzyła w powiązaniu z ulicą Wieczystą i Jacka Kuronia jedną oś komunikacyjną przedmieścia południowego. Współcześnie ulicę ocenia się za istotną dla spójności przestrzeni publicznej osiedla i korytarz ruchu rowerowego. W zakresie przestrzeni publicznych wszystkie ulice otaczające park im. gen. Mariana Langiewicza, w tym odcinek ulicy Sztabowej, tworzą lokalne centrum, a ulica Gajowicka, Mielecka i Krucza publiczną przestrzeń lokalną. Tak samo oceniany jest fragment ulicy Sztabowej od ulicy Sudeckiej do ulicy Drukarskiej. Dalej od ulicy Drukarskiej do Ślężnej, oraz jako kontynuacja ulicą Jacka Kuronia i Wieczystą, a także boczną ulicą przypisaną do alei Wiśniowej przebiega droga stanowiąca łącznik międzyosiedlowy. Natomiast ulice Powstańców Śląskich i Sudecka są przestrzeniami ogólnomiejskimi. W ramach powyższych przestrzeni lokalnych wyróżniającym się jest ważna przestrzeń publiczna placu lub skrzyżowania: skrzyżowanie ulicy Sztabowej i Sudeckiej. Do miejsc i obiektów podnoszących rozpoznawalność oraz orientację w przestrzeni zalicza się oprócz wymienionego skrzyżowania, także park im. gen. Mariana Langiewicza, kompleks budynków wojskowych, park przy ulicy Sztabowej, kościół jako budynek charakterystyczny, szczególny stanowiący dominantę i zabytek, kompleks budynków dawnego szpitala, Stary Cmentarz Żydowski.